# Camellia megasepala
Camellia megasepala là một loài thực vật có hoa trong họ Theaceae. Loài này được Hung T.Chang & Trin Ninh mô tả khoa học đầu tiên năm 1996.